# DNA²
DNA² är en mangaserie som skapades av Masakazu Katsura 1993. 1995 blev serien även en anime-serie i 15 episoder - tolv för tv och tre OVA-avsnitt. Animen har sänts i Japan, USA, Tyskland, Spanien, Frankrike, Storbritannien, Portugal, Italien och i flera länder i Asien. I Sverige har endast böckerna kommit ut.

## Handling
Serien handlar om 16-åriga Junta som har ett problem: Han är allergisk mot tjejer! Detta förändras när han träffar Karin, en tjej från framtiden vars uppdrag är att programmera om Juntas DNA. Framtiden är nämligen överbefolkad p.g.a. en playboy som har barn med 1.000.000 kvinnor, alla barn är män och alla barn är playboys. Hon förklarar att det är Junta som är denna playboy. Hon råkar dock ta fel patron till sin pistol och ändrar Juntas DNA så att han förvandlas till en "Mega-Playboy".

## Rollista
| Figur            | Originalröst       | Amerikansk dubbning  |
| ---------------- | ------------------ | -------------------- |
| Ami Kurimoto     | Hiroko Kasahara    | Rachael Lillis       |
| Junta Momonari   | Keiichi Nanba      | Liam O'Brien         |
| Karin Aoi        | Miina Tominaga     | Jessica Calvello     |
| Kotomi Takanashi | Hekiru Shiina      | "Lotus"              |
| Tomoko Saeki     | Megumi Hayashibara | Veronica Lake        |
| Ryuuji Sugashita | Takehito Koyashu   | Dan Green            |
| Yokomori         | Ryusuke Ohbayashi  | Tristan Goddard      |
| Oharu            | Eiko Yamada        | Barry Banner         |
| Mori             | Jun Hazumi         | Michael Alston Baley |
| Lulara Kawasaki  | Sakiko Tamagawa    | Rebecca Miriam       |
| Kakimaro Someya  | Mitsuo Iwata       | Tom Wayland          |
| Ichigo Ichikawa  | Hidehiro Kikuchi   | Jake Eisbart         |
| Chiyo Momonari   | ?                  | Lynna Dunham         |
| Kasuo Kurimoto   | ?                  | Mike Logan           |

## Böckerna
Serien består av 5 olika böcker:
- 1. The Beginning
- 2. Confusion
- 3. Out of control
- 4. Constitution
- 5. Conclusion

Som i DVD-utgåvorna motsvarar:
- 1. Metamorphosis
- 2. Turbulence
- 3. Mutation
- 4. Crossfire
- 5. Epiphany